# 輸送酵素
輸送酵素（ゆそうこうそ、英: Translocase）とは、通常細胞膜を横切って別の分子を移動させるのを助ける蛋白質の総称である。
これらの酵素は、膜を横切るイオンや分子の移動、あるいは膜内での分離を触媒する。この反応は「サイド1」から「サイド2」への移動と呼ばれるが、これはそれまで使われていた「イン」と「アウト」という表記が曖昧であったためである。輸送酵素はグラム陽性菌で最も一般的な分泌系である。
また、転移RNA（tRNA）と伝令RNA（mRNA）をリボソーム内を移動させる機能を持つことから、現在では翻訳伸長因子Gと呼ばれる蛋白質の以前の呼称でもある。

## 歴史
酵素の分類と命名法は、1961年に国際生化学連合によって初めて承認された。それまで、触媒する化学反応の種類に基づいて、酸化還元酵素（EC 1）、転移酵素（EC 2）、加水分解酵素（EC 3）、脱離酵素（EC 4）、異性化酵素（EC 5）、合成酵素（EC 6）の6つの酵素分類が認められていた。しかし、膜を横切るイオンや分子の移動、あるいは膜内での分離を触媒する重要な酵素群については、どの分類でも説明できないことが明らかになった。これらのうちの幾つかはATPの加水分解を伴い、以前はATPアーゼ（EC 3.6.3.-）に分類されていたが、加水分解反応はその主要な機能ではない。2018年8月、国際生化学分子生物学連合は、これらの酵素を輸送酵素（EC 7）という新しい酵素クラス（EC）に分類した。2020年2月には、日本生化学会より“Translocase”に対応する「輸送酵素」という呼称が提案された。

## 酵素反応機構
殆どの輸送酵素が触媒する反応は以下の通りである：
- AX + Bside 1|| = A + X + || Bside 2[4]

このスキームに従う酵素の代表例は、H+輸送2セクターATPアーゼである：

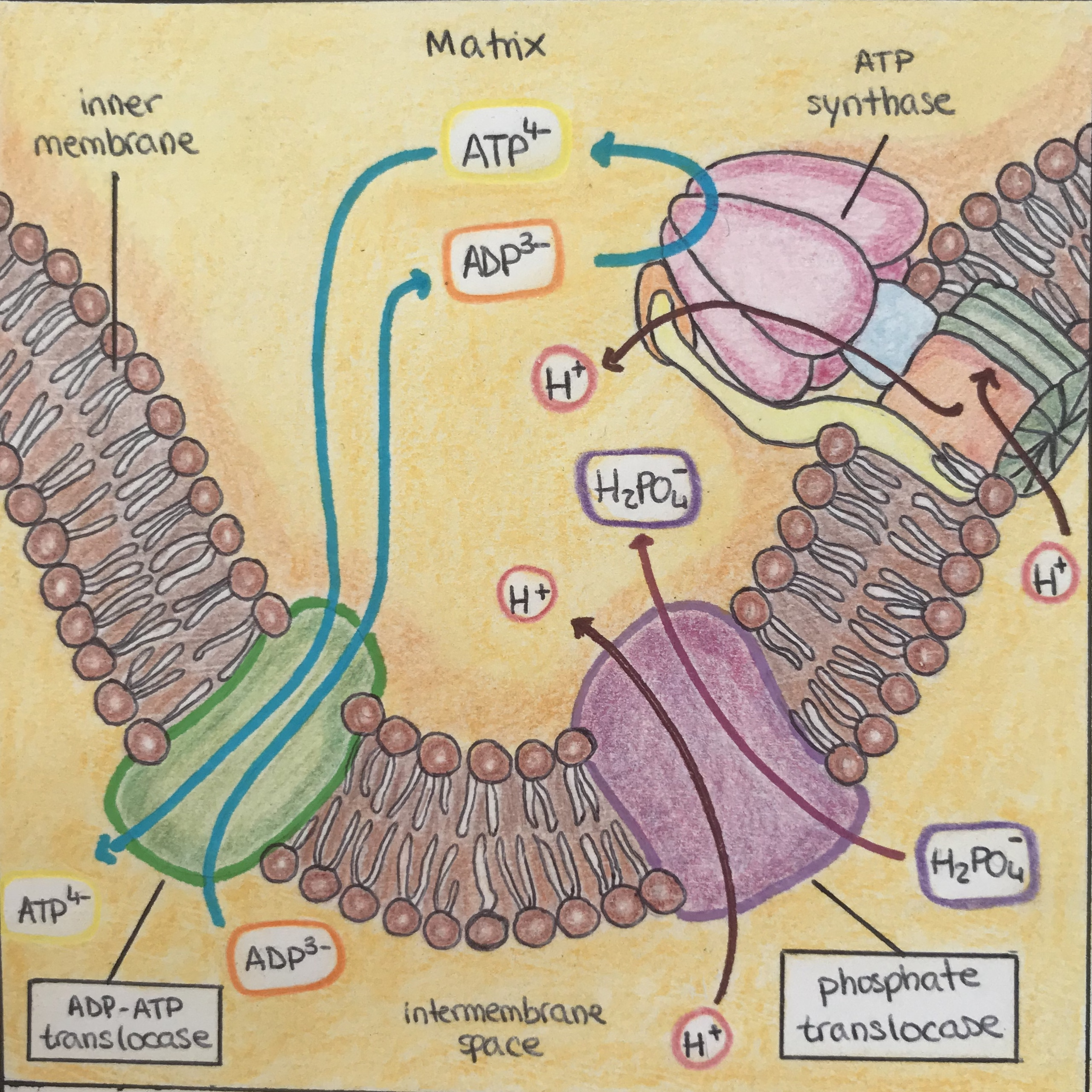
A) ATP-ADP輸送酵素：細胞質で産生されたADPとミトコンドリア内ATPの1：1交換を担うタンパク質B) リン酸輸送酵素：プロトン(H^{+})とH_{2}PO_{4}^{-}は共輸送される

- ATP + H2O + 4 H+side 1 = ADP + phosphate + 4 H+side 2A) ATP-ADP輸送酵素：細胞質で産生されたADPとミトコンドリア内ATPの1：1交換を担うタンパク質B) リン酸輸送酵素：プロトン(H+)とH2PO4-は共輸送されるこのATPアーゼは、ATPをADPに脱リン酸化し、同時にH+を膜の反対側に輸送する[5]。

しかし、このカテゴリーに分類される他の酵素は、同スキームには従わない。下記にアスコルビン酸三価鉄還元酵素の場合を示す：
- ascorbateside 1 + Fe(III)side 2 = monodehydroascorbateside 1 + Fe(II)side 2

この酵素は、膜の反対側に位置する分子と無機陽イオンとの間の酸化還元反応の触媒反応において、電子を輸送するのみである。

## 機能
基本的な機能は、先述したように「膜を横切るイオンや分子の移動、あるいは膜内での分離を触媒する」ことである。この形態の膜輸送は、濃度勾配に逆らって分子やイオンを膜全体に送り出すエネルギーが必要であり、能動輸送に分類される。
輸送酵素の生物学的重要性は、主にその重要な機能に依存している。輸送酵素は、以下のような多くの重要な細胞内プロセスにおいて、細胞膜を横断する動きを提供する：
酸化的リン酸化ADP/ATP輸送酵素（ANT）は、アデノシン二リン酸（ADP）を細胞質から取り込み、アデノシン三リン酸（ATP）をミトコンドリアマトリックスから排出する。これは、真核生物における酸化的リン酸化の重要な輸送段階である。細胞質からのADPは、ATP合成のために再びミトコンドリアへ輸送され、酸化的リン酸化によって合成されたATPは、細胞質で使用するためにミトコンドリアから排出され、細胞に主要なエネルギー源を供給する。

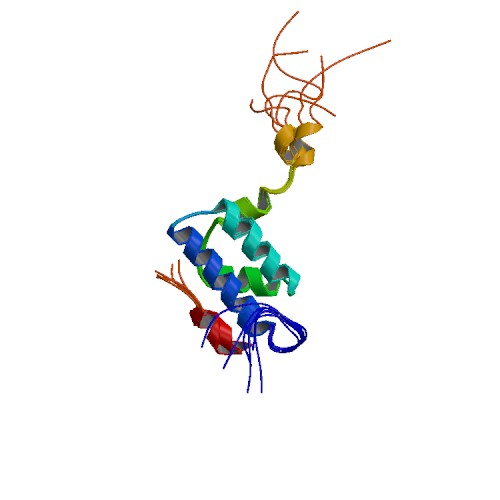
TOM：外膜輸送酵素。ミトコンドリア輸入受容体サブユニットTOM20

ミトコンドリア内への蛋白質輸送核でコードされる何百もの蛋白質が、ミトコンドリアの代謝、成長、分裂、娘細胞への分配に必要であり、これらの蛋白質はすべて細胞小器官に取り込まれる必要がある。外膜輸送酵素（TOM）と内膜輸送酵素（TIM）がミトコンドリアへの蛋白質の取り込みを仲介する。外膜輸送酵素（TOM）は、いくつかの機構を介して、蛋白質を外膜、膜間、内膜輸送酵素（TIM）に直接振り分ける。そして一般に、TIM23機構がマトリックスへの蛋白質の移動を仲介し、TIM22機構が内膜への挿入を仲介する。
ミトコンドリア内への脂肪酸輸送（カルニチンシャトル系）カルニチン-アシルカルニチン移動酵素（CACT）は、ミトコンドリア内膜において、カルニチンの一方向輸送とカルニチン／アシルカルニチン交換の両方を触媒し、長鎖脂肪酸をミトコンドリア内に取り込み、そこでβ酸化経路によって酸化させる。この時、ミトコンドリア膜は長鎖脂肪酸に対して不透過性であるため、能動輸送が必要とされる。

## 分類
酵素のサブクラスは輸送される成分の種類を示し、サブサブクラスは輸送の原動力となる反応過程を示す。 

### EC 7.1 ヒドロンの移動の触媒[14]

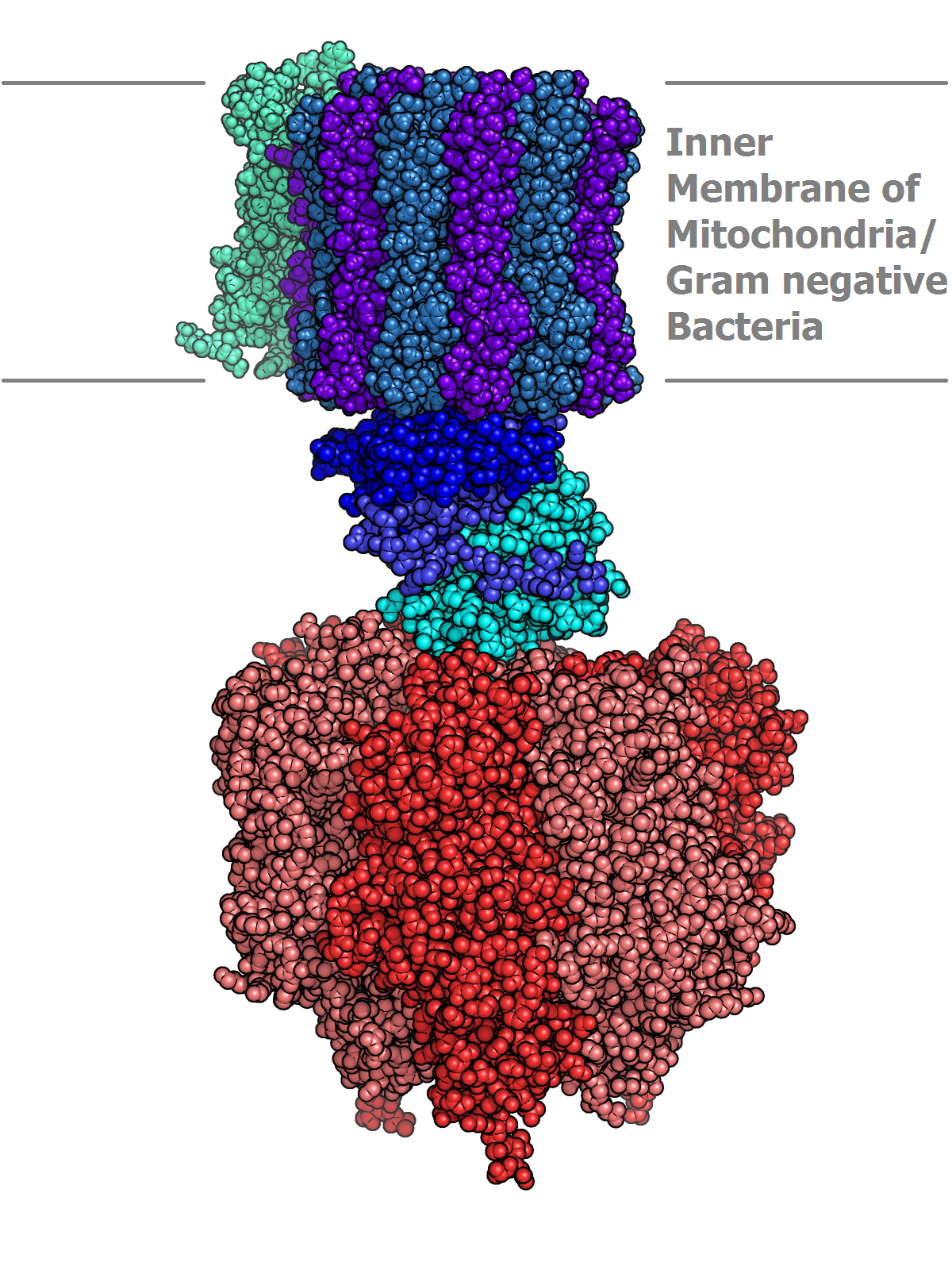
ATP合成酵素（EC 7.1.2.2）の構造

このサブクラスには、ヒドロンの移動を触媒する輸送酵素が含まれる。EC 7.1は、仲介する反応に基づいて、さらに次のように分類される：
- EC 7.1.1 酸化還元酵素反応に関連するヒドロン移動または電荷分離
- EC 7.1.2 ヌクレオシド三リン酸の加水分解に伴うヒドロン輸送
- EC 7.1.3 二リン酸の加水分解に伴うヒドロン移動

このグループに含まれる重要な輸送酵素は、ATP合成酵素（EC 7.1.2.2）である。

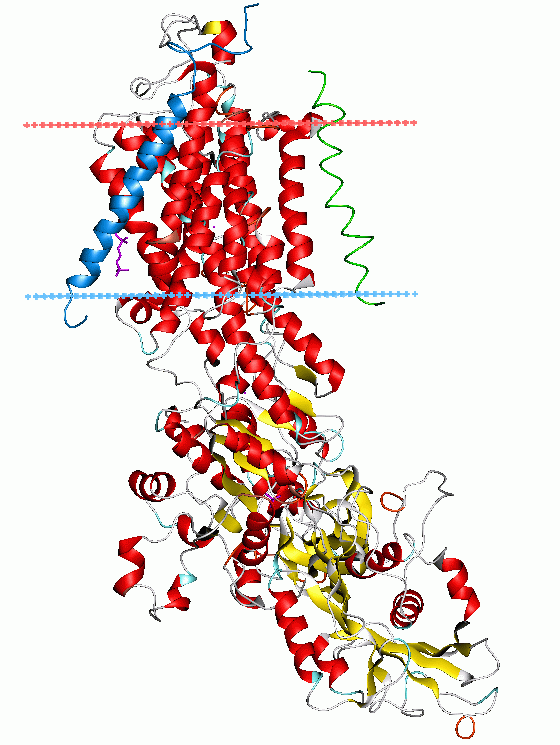
Na^{+}/K^{+}-ATPアーゼ（EC 7.2.2.13）の構造

### EC 7.2 無機陽イオンとそのキレートの移動の触媒
このサブクラスには、無機陽イオン（金属陽イオン）を移動する輸送酵素が含まれる。仲介する反応に基づいて、EC 7.2はさらに以下のように分類される：
- EC 7.2.1 酸化還元酵素反応に関連する無機陽イオンの移動
- EC 7.2.2 ヌクレオシド三リン酸の加水分解に伴う無機陽イオンの移動
- EC 7.2.4 脱炭酸反応に伴う無機陽イオンの移動

このグループに含まれる重要な輸送酵素は、Na+/K+-ATPアーゼ（EC 7.2.2.13）である。

### EC 7.3 無機陰イオンの移動の触媒
このサブクラスには、無機陽イオン陰イオンを転移する輸送酵素が含まれる。サブクラスは、輸送の原動力となる反応過程に基づく。現在のところ、1つのサブクラスのみが存在する： 
- EC 7.3.2 ヌクレオシド三リン酸の加水分解に伴う無機アニオンの移動[17]

7.3.2.1 ABC型リン酸輸送体この酵素に想定される分類学的範囲は以下の通りである： 真核生物、細菌: 細胞質外基質結合蛋白質と相互作用しリン酸アニオンの高親和性取り込みを仲介する細菌酵素。P型ATPアーゼとは異なり、輸送過程でリン酸化を受けない。
- ATP + H2O + phosphate [phosphate - binding protein][side 1] = ADP + phosphate + phosphate [side 2] + [phosphate - binding protein][side 1]

7.3.2.2 ABC型ホスホン酸輸送体細菌から発見されたこの酵素は、細胞質外の基質結合蛋白質と相互作用し、ホスホン酸アニオンと有機リン酸アニオンの輸送を仲介する。
- ATP + H2O + phosphonate [phosphonate-binding protein][side 1] = ADP + phosphate + phosphonate [side 2] + [phosphonate- binding protein][side 1]

7.3.2.3 ABC型硫酸輸送体この酵素に想定される分類学的範囲は以下の通りである： 真核生物、細菌: 大腸菌由来のこの酵素は、2つのペリプラズム結合蛋白質のいずれかと相互作用し、硫酸塩とチオ硫酸塩の高親和性取り込みを仲介する。亜セレン酸、セレン酸およびおそらくモリブデン酸の取り込みにも関与している可能性がある。輸送中はリン酸化を受けない。
- ATP + H2O + sulfate [sulfate - binding protein] [side 1] = ADP + phosphate + sulfate [side 2] + [sulfate - binding protein][side 1]

7.3.2.4 ABC型硝酸輸送体この酵素に想定される分類学的範囲は以下の通りである： 真核生物、細菌: 細菌に存在するこの酵素は、細胞質外基質結合蛋白質と相互作用し、硝酸塩、亜硝酸塩、シアン酸塩の取り込みを仲介する。
- ATP + H2O + nitrate [nitrate - binding protein][side 1] = ADP + phosphate + nitrate [side 2] + [nitrate - binding protein][side 1]

7.3.2.5 ABC型モリブデン酸輸送体この酵素に想定される分類学的範囲は以下の通りである： 古細菌、真核生物、細菌: 細菌に存在し、細胞質外基質結合蛋白質と相互作用し、モリブデン酸塩とタングステン酸塩の高親和性輸送を仲介する。輸送中にリン酸化を受けない。
- ATP + H2O + molybdate [molybdate - binding protein][side 1] = ADP + phosphate + molybdate [side 2] + [molybdate - binding protein][side 1]

7.3.2.6 ABC型タングステン酸輸送体この酵素に想定される分類学的範囲は以下の通りである： 古細菌、細菌: この酵素は、古細菌のピュロコックス・フリオスス、グラム陽性菌のユーバクテリウム・アシダミノフィルム、グラム陰性菌のカンピロバクター・ジェジュニから発見されたもので、細胞質外基質結合蛋白質と相互作用し、細胞内にタングステン酸を取り込み、タングステン依存性酵素に組み込ませる。
- ATP + H2O + tungstate [tungstate - binding protein][side 1] = ADP + phosphate + tungstate [side 2] + [tungstate - binding protein][side 1]

### EC 7.4 アミノ酸とペプチドの移動の触媒
サブクラスは、移動の原動力となる反応プロセスに基づいている。現在のところサブクラスは1つだけである：
- EC 7.4.2 ヌクレオシド三リン酸の加水分解に関するアミノ酸とペプチドの移動[24]

7.4.2.1 ABC型極性アミノ酸輸送体この酵素に想定される分類学的範囲は以下の通りである： 真核生物、細菌: この酵素は細菌に存在し、細胞質外基質結合蛋白質と相互作用し、極性アミノ酸の取り込みを仲介する。このサブクラスは、ヒスチジン、アルギニン、リジン、グルタミン、グルタミン酸、アスパラギン酸、オルニチン、オクトピン、ノパリンを取り込む細菌酵素からなる。
- ATP + H2O + polar amino acid [polar amino acid-binding protein][side 1] = ADP + phosphate + polar amino acid [side 2] + [polar amino acid-binding protein][side1]

7.4.2.2 ABC型非極性アミノ酸輸送体この酵素に想定される分類学的範囲は以下の通りである： 真核生物、細菌: この酵素は細菌に存在し、細胞質外基質結合蛋白質と相互作用する。このサブクラスは、ロイシン、イソロイシン、バリンを取り込む酵素からなる。
- ATP + H2O + non polar amino acid [non polar amino acid - binding protein][side 1] = ADP + phosphate + non polar amino acid [side 2] + [non polar amino acid - binding protein][side 1]

7.4.2.3 ABC型ミトコンドリア蛋白質輸送ATPアーゼこの酵素に想定される分類学的範囲は以下の通りである： 真核生物、細菌: 非リン酸化、非ABC-ATPアーゼで、TIM（内膜輸送酵素）蛋白質複合体を用いて蛋白質または前蛋白質のミトコンドリアへの輸送に関与する。TIMはミトコンドリア内膜の蛋白質輸送装置であり、3つの必須TIM蛋白質を含んでいる：Tim17とTim23は前蛋白質輸送チャンネルを構築し、Tim44はマトリックス熱ショック蛋白質Hsp70と一時的に相互作用してATP駆動型取り込みモーターを形成すると考えられる。
- ATP + H2O + mitochondrial protein [side 1] = ADP + phosphate + mitochondrial protein [side 2]

7.4.2.4 ABC型葉緑体蛋白質輸送ATPアーゼこの酵素はウイルスや細胞生物に存在する。葉緑体間質への蛋白質または前蛋白質の輸送に関与する（このプロセスには幾つかのATPアーゼが関与している可能性がある）。
- ATP + H2O + chloroplast protein [side 1] = ADP + phosphate + chloroplast protein [side 2]

7.4.2.5 ABC型蛋白質輸送体この酵素に想定される分類学的範囲は以下の通りである： 真核生物、細菌: このサブクラスは、毒素、プロテアーゼおよびリパーゼファミリーに属する、1つか幾つかの密接に関連した蛋白質の分泌に特化した細菌酵素ファミリーを表す。グラム陰性菌の例としては、α溶血素、シクロリシン、コリシンV、シデロホアなどがあり、グラム陽性菌の例としては、バクテリオシン、サブチリシン、competence factor、ペディオシンなどがある。
- ATP + H2O + protein [side 1] = ADP + phosphate + protein [side 2]

7.4.2.6 ABC型オリゴペプチド輸送体細胞質外基質結合タンパク質と相互作用し、様々な性質のオリゴペプチドのインポートを仲介する細菌酵素。結合タンパク質がシステムの特異性を決定する。輸送過程ではリン酸化を受けない。
- ATP + H2O + oligopeptide [oligopeptide - binding protein][side 1] = ADP + phosphate + oligopeptide [side 2] + [oligopeptide - binding protein][side 1]

7.4.2.7 ABC型α因子フェロモン輸送体この酵素はウイルスや細胞生物に存在し、2つの類似したATP結合ドメイン/蛋白質と2つの膜内在性ドメイン/蛋白質の存在を特徴とする。輸送過程でリン酸化を受けない。性フェロモンα因子を輸送する酵母の酵素である。
- ATP + H2O + alpha factor [side 1] = ADP + phosphate + alpha factor [side 2]

7.4.2.8 ABC型蛋白質分泌ATPアーゼこの酵素に想定される分類学的範囲は以下の通りである： 古細菌、細菌: 非リン酸化非ABC-ATPaseで、タンパク質の輸送に関与する。
- ATP + H2O + cellular protein [side 1] = ADP + phosphate + cellular protein [side 2]

7.4.2.9 ABC型ジペプチド輸送体この酵素はウイルスや細胞生物に存在する。ABC型輸送体で、2つの類似したATP結合ドメイン/蛋白質と2つの膜内在性ドメイン/蛋白質の存在を特徴とする。細胞質外基質結合蛋白質と相互作用し、ジペプチドおよびトリペプチドの取り込みを仲介する細菌酵素である。
- ATP + H2O + dipeptide [dipeptide - binding protein][side 1] = ADP + phosphate + [side 2] + [dipeptide - binding protein][side 1]

7.4.2.10 ABC型グルタチオン輸送体原核生物のABC型輸送体で、2つの類似したATP結合ドメイン/蛋白質と2つの膜内在性ドメイン/蛋白質の存在を特徴とする。大腸菌由来の酵素はヘテロ三量体複合体であり、細胞質外基質結合蛋白質と相互作用してグルタチオンの取り込みを仲介する。
- ATP + H2O glutathione [glutathione - binding protein][side 1] = ADP + phosphate + glutathione [side 2] + [glutathione - binding protein][side 1]

7.4.2.11 ABC型メチオニン輸送体細胞質外基質結合蛋白質と相互作用し、メチオニンを取り込む機能を持つ細菌酵素である。
- (1) ATP + H2O + L-methionine [methionine - binding protein][side 1] = ADP + phosphate + L-methionine [side 2] + [methionine - binding protein][side 1]
- (2) ATP + H2O + D-methionine [methionine - binding protein][side 1] = ADP + phosphate + D-methionine [side 2] + [methionine - binding protein][side 1]

7.4.2.12 ABC型シスチン輸送体細胞質外基質結合蛋白質と相互作用し、微量シスチンの高親和性取り込みを仲介する細菌酵素である。大腸菌K-12由来のこの酵素は、シスチンの両異性体や、ジェンコル酸、ランチオニン、ジアミノピメリン酸、ホモシスチンなどの様々な関連分子を取り込むことができる。
- (1) ATP + H2O + L-cystine [cystine - binding protein][side 1] = ADP + phosphate + L-cystine [side 2] + [cystine - binding protein][side 1]
- (2) ATP + H2O + D-cystine [cystine - binding protein][side 1] = ADP + phosphate + D-cystine [side 2] + [cystine - binding protein][side 1]

### EC 7.5 糖鎖およびその誘導体の移動の触媒
- EC 7.5.2 ヌクレオシド三リン酸の加水分解に関連する

### EC 7.6 その他の化合物の移動の触媒
- EC 7.6.2 ヌクレオシド三リン酸の加水分解に関連する

## 実例
- オルニチン輸送酵素（英語版）（SLC25A15）、オルニチン輸送酵素欠損症（英語版）と関連。
- カルニチン-アシルカルニチン移動酵素（英語版）（SLC25A20）、カルニチンアシルカルニチン移動酵素欠損症（英語版）
- ミトコンドリア外膜40移動酵素（TOMM40（英語版））、TOMM40遺伝子によってコードされる蛋白質で、その対立遺伝子はアルツハイマー病のリスクへの影響が異なる